# Taj al-Mulouk Khanoum Umm al-Khakan
Taj al-Mulouk Khanoum Umm al-Khakan, anche  Taj ol-Molouk, Om ol-Khaghan (in persiano  تج الملوك أم خقان  ‎; Teheran, 1849 – Kermanshah, 1909), è stata una sovrana persiana della dinastia Qajar.

## Biografia
Figlia della principessa Malikzadi Khanoum (1827 - 1905) figlia dello Scià di Persia Muhammad Shah Qajar (1805– 1848) e del primo ministro di corte Mirza Mohammad Taqi Farhani (1807 - 1852). Umm al-Khakan è stata consorte reale dello shah  Mozaffar ad-Din Shah Qajar (1853-1907) e regina madre di Mohammad Ali Qajar (1853-1907).

## Titoli ed Onorificenze
- Consorte reale Shahzadeh Khanoum.
- Consorte ufficiale (in persiano: Sīḡa to ʿAqdī).
- Regina Madre (in persiano: Walida Shah o Umm al-Khakan ).